# Emil Skála
Emil Skála (* 20. November 1928 in Líně, (deutsch Lihn), Tschechoslowakei; † 17. August 2005 in Lázně Jeseník, Tschechische Republik) war ein tschechischer Germanist.
Skála studierte ab 1947 Englisch, Deutsch und Geographie an der Karls-Universität Prag. Mit einer Doktorarbeit unter dem Titel „Hans Sachs und seine Kritik der zeitgenössischen Gesellschaft“ wurde er 1952 promoviert. 1961 habilitierte er sich an der Universität Leipzig und 1964 in Prag, wo er seit 1966 als außerordentlicher Professor lehrte. 1985 wurde er zum ordentlichen Professor ernannt.
Skála war ein Spezialist für die Frühneuhochdeutsche Sprache. 1979 erhielt er den Brüder-Grimm-Preis der Philipps-Universität Marburg.

## Schriften
- Die Entwicklung der Kanzleisprache in Eger (1310–1660), Berlin 1967.
- Das Egerer Urgichtenbuch (1543–1579), Berlin 1972.